# بيرسيفال آرنوت
بيرسيفال آرنوت (9 يوليو 1889 في أستراليا - 23 ديسمبر 1950) (بالإنجليزية: Percival Arnott)‏ هو لاعب كريكت أسترالي.

## وصلات خارجية
- بيرسيفال آرنوت على موقع إي آس بي آن كريك إنفو (الإنجليزية)